# Championnats du monde de cyclisme sur piste 1901
Navigation
Paris 1900 Rome/Berlin 1902
Les Championnats du monde de cyclisme sur piste 1901 ont eu lieu au vélodrome de Friedenau à Berlin en Allemagne, du 7 au 14 juillet 1901.

## Résultats

### Podiums professionnels
| Compétition | Or                            | Argent                   | Bronze                  |
| ----------- | ----------------------------- | ------------------------ | ----------------------- |
| Vitesse     | Thorvald Ellegaard Danemark   | Edmond Jacquelin France  | Guus Schilling Pays-Bas |
| Demi-fond   | Thaddäus Robl Empire allemand | Piet Dickentman Pays-Bas | Fritz Ryser Suisse      |

### Podiums amateurs
| Compétition | Or                               | Argent                         | Bronze                           |
| ----------- | -------------------------------- | ------------------------------ | -------------------------------- |
| Vitesse     | Émile Maitrot France             | Léon Veljtruba Bohême          | Heinrich Struth Empire allemand  |
| Demi-fond   | Heinrich Sievers Empire allemand | Bruno Salzmann Empire allemand | Alfred Görnemann Empire allemand |

## Tableau des médailles
| Rang  | Nation    | Or | Argent | Bronze | Total |
| ----- | --------- | -- | ------ | ------ | ----- |
| 1     | Allemagne | 2  | 1      | 2      | 5     |
| 2     | France    | 1  | 1      | 0      | 2     |
| 3     | Danemark  | 1  | 0      | 0      | 1     |
| 4     | Pays-Bas  | 0  | 1      | 1      | 2     |
| 5     | Bohême    | 0  | 1      | 0      | 1     |
| 6     | Suisse    | 0  | 0      | 1      | 1     |
| Total | Total     | 4  | 4      | 4      | 12    |

## Liste des engagés
D'après L'Auto :
- Vitesse professionnels
- Empire allemand : Albrecht, Willy Arend, Dirheimer, Huber, Hinz, Heering, Karl Käser, Keller, Henri Mayer, Paul Mündner (de), Peter, Walter Rütt, Scheuermann.
- Autriche : Heller, Emanuel Kudela, Seidl
- Belgique : Louis Grogna, Deleu, Jean Broka (d)
- Danemark : Thorvald Ellegaard
- France : Edmond Jacquelin, Paul Bourotte
- Pays-Bas : Guus Schilling, Jan Mulder
- Italie : Ferrari, Dei, Eros
- Suisse :  Emil Dörflinger